# ヴェンチャラー (潜水艦)
ヴェンチャラー (HMS Venturer, P68) は、イギリス海軍の潜水艦。V級。艦名は「冒険者」または「投機家」という意味の名詞。「ヴェンチャラー」の名を持つ艦としては三代目にあたる。
「ヴェンチャラー」は第二次世界大戦において、双方が潜航中の状況で敵潜水艦を撃沈した現在に至るまで唯一の戦果を挙げたことで知られている。

## 艦歴
「ヴェンチャラー」はU級潜水艦第2グループの改良型であるV級潜水艦で最初に完成した艦 として1942年8月25日にバロー＝イン＝ファーネスのヴィッカース・アームストロングで起工し、1943年5月3日に進水、1943年8月19日に初代艦長ジェームズ・スチュアート・"ジミー"・ラウンダース（James Stuart "Jimmy" Launders）大尉の指揮下で就役した。

### ノルウェー沖
公試と錬成訓練完了後、「ヴェンチャラー」はノルウェー沿岸部を哨戒し、付近を航行する船舶や基地に出入りするUボートの捜索に従事した。
1944年3月2日、「ヴェンチャラー」はノルウェー沖でドイツの商船「トール」（Thor、2526総トン）を雷撃して撃沈、続いて3月6日に大型商船を雷撃するが命中せず。4月15日にはドイツ船「フリードリヒスハーフェン」（Friedrichshafen、1923総トン）を、9月11日にノルウェー船「ヴァング」（Vang、678総トン）をそれぞれ雷撃で沈めた。2日後にはノルウェーの商船「フォルス」（Force、499総トン）に対して3本の魚雷を発射するが、魚雷は全て外れた。なおもヴェンチャラーは浮上して砲撃によってフォルスを沈めようとしたが、ドイツ軍の沿岸砲台から砲撃を受けたため離脱を余儀なくされた。
1944年11月11日、「ヴェンチャラー」はアンデネス東方7海里（13km）のロフォーテン諸島沖において浮上航行中の「U-771」を雷撃で撃沈した。
1945年1月20日、「ヴェンチャラー」は輸送船団を発見し魚雷4本を発射するが命中せず。1月22日、「ヴェンチャラー」はスタヴァンゲル北西海上で別の輸送船団を攻撃し、ドイツ船「ストックホルム」（Stockholm、618総トン）を撃沈した。
1945年2月9日、弱冠25歳のラウンダース艦長に率いられた「ヴェンチャラー」がシェトランド諸島ラーウィックにあるイギリス海軍潜水艦基地を出て11回目の哨戒を行っていたこの日、「ヴェンチャラー」は海戦史に残る記録を打ち立てることになった。
ブレッチリー・パークでのエニグマ暗号解読によって得られた情報に基づき、「ヴェンチャラー」はフェイエ周辺海域に送られ、「U-864」（en:German submarine U-864）の捜索・攻撃を命じられた。U-864は遣日潜水艦作戦の一つであるカエサル作戦として、メッサーシュミット Me262のエンジン部品とV2ロケットの誘導装置、そして戦略物資である水銀65トンを日本へ運ぶ使命を帯びていた。

### U-864撃沈

「ヴェンチャラー」のイラスト。

1945年2月6日、U-864は発見されることなくフェイエ海域を通過した。しかし2月9日に「ヴェンチャラー」は「U-864」のスクリュー音を探知することに成功する。ラウンダース艦長は存在を知られないようにASDICを使用せず、聴音のみで「U-864」を追い詰めることに決めた。約20分後、「ヴェンチャラー」は「U-864」の艦長が友軍の護衛艦を探すため海面上に出した潜望鏡を発見した。
双方の乗員たちが訓練したことのないこの稀な状況での交戦において、ラウンダース艦長は「U-864」が浮上し絶好の標的になる瞬間を待つべく、「U-864」の発見から戦闘配置を命じるまで45分間にわたって追跡を続けた。やがて「U-864」も自らがイギリス海軍の潜水艦に追跡されていることに気づき、ジグザグ航行で逃れようと試みた。「U-864」の護衛艦はいまだ到着しておらず、双方は危険を冒しつつ時折潜望鏡で相手を確認しながら行動を続けた。
「U-864」が22本の魚雷を搭載可能であるのに対して、小型潜水艦である「ヴェンチャラー」はわずか8本の魚雷しか装備していなかった。3時間後、ラウンダース艦長は「U-864」のジグザグ航行のパターンを予測して攻撃を決め、水深40フィート（約12m）に調定した魚雷を予想された針路に向かって扇状に発射した。三次元で動く標的に対して行われた人の手による前例のないこの手法は、現代のコンピュータ管制による雷撃照準システムの基礎となった。この攻撃以前には、三次元で動く標的の絶えず変動する位置や深度を予想して魚雷を放ち、敵艦を沈めた例はなかった。この魚雷管制は、敵艦の喫水の深さを完全に想定できる-水上艦艇に対する二次元での戦闘を前提としたアナログコンピュータ式魚雷管制装置とは根本的に異なるものであった。
魚雷は12時12分から17秒間隔で発射され、4分後には全ての魚雷が「U-864」の推定位置に到達した。魚雷を発射後、ラウンダース艦長は反撃を避けるために「ヴェンチャラー」を急速潜航させた。「U-864」は魚雷の接近音を探知し、回避すべく進路変更と潜航を試みた。「U-864」は最初に到達した3本の魚雷を回避したが、「ヴェンチャラー」が「U-864」の回避行動を予想して放った4本目の魚雷がそこへ向かってきていることに気づいていなかった。4本目の魚雷は「U-864」に直撃して爆発し、艦体を真っ二つに引き裂いた。「U-864」は日本人科学者を含む73名とともに水深150m（約490フィート）の海底へと沈んでいった。
ラウンダース艦長はこの戦闘における功績によって殊功勲章（DSO）を受章した。
1945年3月19日には、「ヴェンチャラー」はナムソス沖で輸送船団を攻撃しドイツ船「シリウス」（Sirius、988総トン）を雷撃して沈めた。4月24日、曳船によって曳航中の商船もしくは艀と思われる目標に魚雷4本を発射するが命中せず。翌4月25日、カルモイ沖に停泊中だったドイツ海軍の特設駆潜艇「UJ1751」および「UJ1753」に対し魚雷1本を発射するが不発だった。「ヴェンチャラー」は爆雷攻撃を受けたが離脱に成功した。
5月24日に艦長がアンドリュー・トーマス・チャルマース（Andrew Thomas Chalmers）大尉に交代し、以降1946年1月30日までその任に就いた。
「ヴェンチャラー」は現役期間で合計13回の哨戒を実施し、潜水艦2隻と商船5隻を撃沈した。「ヴェンチャラー」は「U-864」の撃沈により、「双方が潜航中の状況で敵潜水艦を撃沈した唯一の潜水艦」であり、かつ「Uボートを複数撃沈した唯一の連合軍潜水艦」という記録を残した。
2021年5月19日、第一海軍卿（当時）トニー・ラダキン大将は本艦の戦績における「技術と革新」にちなみ、計画中である31型フリゲート（インスピレーション級フリゲート）の1番艦に「ヴェンチャラー」と命名することを発表した。

### ノルウェー海軍
戦争終結に伴い、「ヴェンチャラー」は廃棄リストに載った。1946年9月5日に「ヴェンチャラー」はロスシーでノルウェー海軍に売却され、「ウトシュタイン」（HNoMS Utstein, S302）と改名された。10月1日、「ウトシュタイン」は同時にイギリスから購入された「ウトヴァール」（元：「ヴァイキング」）及び「ウートハウグ」（元：「ヴォータリー」）と共にトロンハイムへ到着した。ノルウェー海軍では、U級潜水艦「ウーラ」（元：「ヴァーン」）を1番艦として、「ウトシュタイン」を含むイギリス海軍から取得した元U級潜水艦・V級潜水艦を「ウーラ級」と称した。
1954年にはホルテンの海軍工廠で近代化改装が行われ、シュノーケル装備や新しいレーダーマストの設置、3インチ砲撤去と司令塔の新造、スクリュープロペラ更新といった大掛かりな変更が加えられた。
1962年3月2日、トロムソのヴォーグス・フィヨルドで行われた演習に参加していた「ウトシュタイン」は沈没の危機に遭遇することとなった。演習中、水上艦から投下された演習爆雷が潜航中の「ウトシュタイン」の至近で爆発しはじめたため、安全のため120フィート (36.58 m)まで潜ることにした。ところが、一部の乗員は120フィートへ潜航するのに異常なほど時間がかかっていることに疑問を感じ始めた。すると間もなく推進機軸から漏水が発生し、さらに圧力計が異常な数値を示していることに気が付いた。艦体が激しく軋みながら各所で浸水が発生し、非常ベルが鳴動した。
予期しない事態に、乗員達はとにかく艦を緊急浮上させることにした。潜舵を浮上に設定し、損傷した推進機軸を全力回転させて何とか「ウトシュタイン」は海面へ浮上することができた。そこで乗員達は、「ウトシュタイン」の外殻が水圧により激しく圧迫されたことでフレームが浮かび上がっている姿を目の当たりにした。自艦の位置を示すために搭載されていたブイは完全に潰れていた。調査の結果、事故の原因は圧力計の故障により正しい深度が表示されていなかったことで引き起こされたと判明した。「ウトシュタイン」の安全潜航深度は約240フィート (73.15 m)とされていたが、実際はその倍以上である530フィート (161.54 m)まで潜っており圧壊寸前であった。しかしながら、この事故は発生当時公表されず、乗員達もその後25年にわたって守秘義務を課せられた。
修理後、任務に復帰した「ウトシュタイン」は1964年1月13日にノルウェー海軍から除籍され、翌1965年にサルプスボルグでスクラップとして売却された。「ウトシュタイン」の艦名は、コッベン級潜水艦「ウトシュタイン」及びウーラ級潜水艦「ウトシュタイン」に引き継がれた。前者は退役後ホルテンで博物館船として保存されており、後者は2024年現在現役で運用されている。

### その他
「ヴェンチャラー」が撃沈した「U-864」には65トンの水銀が積まれていたが、海底の「U-864」に残る大量の水銀入り容器が周辺海域の漁業や海洋生物に深刻な悪影響をもたらす懸念が指摘されている。
当初は「U-864」の艦体ごと水銀容器を浮揚させる案が出ていたが、これはリスクが大きすぎるとして却下された。代替として、2022年にビョルナール・スキエラン漁業大臣は可能な限り水銀容器を回収したうえで艦体を砂で覆う案を表明した。しかしながら、大量の水銀が流出した場合に海流でノルウェー沿岸部の広範囲に汚染が広がる懸念から、地元住民や環境保護団体は完全な引き上げを求めており、有効な打開策を打ち出せていないのが現状である。